# Адмирал Ушаков (фильм)
«Адмира́л Ушако́в» — советский художественный историко-биографический фильм, посвящённый жизни и деятельности адмирала Фёдора Фёдоровича Ушакова (1745—1817).
Первая часть кинодилогии, снятой в 1953 году режиссёром Михаилом Роммом с актёром Иваном Переверзевым в заглавной роли. Фильм посвящён становлению российского флота на Чёрном море. Продолжение — фильм «Корабли штурмуют бастионы».

## История создания
Первоначальный вариант сценария был написан историком-романистом Анатолием Виноградовым в 1944 году, во время его пребывания на фронте. В титрах фильма фамилия Виноградова не указана, однако сценарий числится в официальной библиографии. Его также упоминает Святослав Бэлза в предисловии к трехтомному собранию сочинений.
Фильм создан по инициативе командования советского ВМФ (вице-адмирал Николай Кузнецов) для заявления исторической роли адмирала Ушакова в истории российского флота, так как утверждение Ордена Ушакова как главного флотоводческого ордена вызвало множество вопросов в СССР. В составлении и корректировке сценария главную роль играло руководство ВМФ и МИД СССР (по вопросам внешней политики исторического периода).
Съёмки проводились в крепости в Белгороде-Днестровском.
В этом фильме дебютировали в кинематографе актёры Владимир Этуш и Готлиб Ронинсон (в титрах не указан).
В музыкальном ряде фильма Арам Хачатурян использовал часть своих набросков, не вошедших в балет «Спартак».

## Сюжет
Действие фильма разворачивается в период правления российской императрицы Екатерины Великой.
1780 год. Капитан императорской яхты Фёдор Ушаков испрашивает у светлейшего князя Г. А. Потёмкина направления на строящийся Черноморский флот. Для этого он готов отказаться от перспективы придворной карьеры.
1783 год. С небольшим отрядом матросов и мастеровых Ушаков прибывает в Херсон на корабельные верфи. В это время на южных рубежах России свирепствует эпидемия чумы, среди рабочих зреет бунт. Тихон Прокофьев, по кличке Рваное ухо, беглый крепостной из имения Ушакова и соратник самого Емельяна Пугачёва, по наущению английского шпиона Орфано подстрекает народ уходить на Дон. Ушаков с матросами останавливает бунтовщиков, организует тушение верфей, подожжённых тем же шпионом. Личным примером он затем убеждает главного местного лекаря Ермолаева остаться, привлекает на свою сторону Тихона, вводит строгий карантинный режим и побеждает чуму. Сын лекаря Ермолаева Виктор просит у Ушакова зачислить его на корабль, однако тот отказывает — но только потому, что кораблей ещё нет.
1784 год. Одновременно со строительством флота начинается обучение экипажей кораблей. Во время учебных стрельб Ушакова отвлекает прибывший курьер — капитан Дмитрий Сенявин. Между ним и Ушаковым сразу возникает неприязнь. Между тем, Сенявин хотел сообщить, что на церемонию спуска кораблей на воду прибыл сам Потёмкин. Глава вновь созданного Черноморского адмиралтейского правления граф Мордовцев также доносит Потёмкину о нарушениях, допускаемых Ушаковым — обучение офицеров не по уставам, неортодоксальные тактические идеи… Несмотря на «неподобающее» поведение Ушакова, Потёмкин благоволит ему, так как рассмотрел в нём потенциал талантливого флотоводца.
Во время церемонии спуска на воду линейного корабля «Святой Павел» Виктор Ермолаев, несмотря на протесты матери, прорывается на корабль. К Орфано тем временем прибывает связной. Шпион находит Тихона и напоминает бывшему пугачёвцу, что по-прежнему может выдать его.
1786 год. Во время первого учебного плавания Ушаков теоретически прорабатывает свои идеи в области тактики морских сражений, при этом удивляя офицеров тем, что ставит свои силы в проигрышные условия — руководствуясь принципом «хочешь победы — полагай, что противник втрое сильнее, вчетверо».
1787 год. Екатерина II совершает путешествие в Тавриду. Потёмкин прорабатывает сценарий мероприятий по этому поводу. Ушаков заявляет ему, что может похвастаться только усиленной выучкой личного состава. Потёмкин, несмотря на внешнее возмущение, принимает решение удивить императрицу и послов европейских держав не помпезностью, а мощью. Во время встречи императрицы Потёмкин сначала «жалуется» на недостаток сил, действия турецких пиратов, использующих английское и французское вооружение. Послы Англии и Франции игнорируют заявления. Однако затем Потёмкин демонстрирует собравшимся эскадру Черноморского флота на севастопольском рейде. По сигналу Ушакова корабли начинают показательные стрельбы. Однако Ушаков, забывшись, выкрикивает «Молодец Васильев (старпом „Святого Павла“) — всем по чарке водки!» Несмотря на это, императрица производит командующего эскадрой графа Войновича в контр-адмиралы, а Ушакова — в бригадиры.
Лондон. Правительство Великобритании обеспокоено появлением российского флота на Чёрном море. Премьер-министр Уильям Питт Младший занял антироссийскую позицию, по-своему понимая завещание своего отца о том, что у Британии не должно быть конкурентов на море. Выход Питт находит в объявлении России войны — но не Британией, а Турцией. Турецкий султан приказывает заключить посла России Якова Булгакова в Семибашенный замок и объявить России войну. В Крыму связной сообщает Орфано о начале войны. Одновременно с турецким десантом должно начаться подготовленное англичанами восстание крымских татар. Наиболее актуальная задача Орфано — избавиться от бригадира Ушакова. Он требует от Тихона Прокофьева убить Ушакова. Однако тот нападает на шпиона и избивает его, но оказывается вынужден ретироваться из-за появившихся матросов.
Орфано сообщает графу Мордовцеву, что Ушаков укрывает беглого каторжника. Мордовцев является на бал, который дает Потёмкин — с целью доложить об этом. Потёмкин тем временем обсуждает с Ушаковым его идеи. Мордовцев собирается доложить о Тихоне, однако появившийся Сенявин докладывает, что Турция объявила России войну.
1788 год. Бежавшая половина разгромленного под Очаковым турецкого флота и впервые вышедшая в бой Севастопольская эскадра встречаются у острова Фидониси. Турки имеют явное преимущество в силах — 17 линейных кораблей против 2 российских. Однако командующий авангардом (линейный корабль «Святой Павел», фрегаты «Берислав» и «Стрела») бригадир Ушаков уверен, что сможет добиться победы. Он убеждает командующего эскадрой Войновича разрешить ему действовать по собственному усмотрению. Контр-адмирал разрешает и отбывает на флагман. На просьбу Сенявина позволить ему остаться на корабле Ушаков отвечает отказом. Перед боем Тихон сознается Ушакову, что воевал вместе с Пугачёвым и является беглым каторжником, однако Ушаков закрывает на это глаза и приказывает ему занять свой пост.
Авангард отрывается от кордебаталии и начинает манёвр с целью охвата головы турецкой линии. Турки открывают огонь, однако беспорядочный и с неэффективной дистанции. Ушаков запрещает стрелять в ответ, пока корабли не сойдутся на минимальное расстояние. Турецкий капудан-паша Гази Хасан приказывает готовиться к абордажу, однако сойдясь, российские корабли открывают по турецкому флагману сокрушительный огонь. В результате манёвра фрегатов турецкий флагман оказывается под огнём с обоих бортов. Войнович, тем временем, лишь молится за то, чтобы «от турков без сраму уйти». Сенявин сообщает ему о дерзком манёвре Ушакова. Несмотря на то, что Войнович одобряет манёвр в силу достигнутого результата, сам он предпочитает держаться линейной тактики, отсылает Сенявина и начинает молиться за успех Ушакова.
Сенявин прибывает в ставку с докладом для Потёмкина, которого, однако, разбил приступ хандры. Пользуясь этим, Мордовцев пытается подложить ему донос на Ушакова — якобы тот распускает о Потёмкине порочащие слухи. Потёмкин безразлично относится к «обвинениям» в злоупотреблении положением, однако обвинение в зависти к славе графа А. В. Суворова приводит его в бешенство. Сенявин снова невольно спасает Ушакова, сумев прорваться к Потёмкину и доложить ему о победе при Фидониси и определяющей роли бригадира Ушакова, отчего тот «прощает» все обвинения, заявляя, что ему нужен флотоводец, а не ябедники и фискалы. Он усаживает Мордовцева за стол и вместо указа об отстранении Ушакова диктует ему приказ о присвоении Ушакову чина контр-адмирала и назначении командующим Севастопольской эскадрой. Новым начальником Черноморского адмиралтейского правления он назначает графа Войновича, а Мордовцева отправляет в продолжительный отпуск, якобы по болезни.
Ушаков, принимая командование эскадрой, испрашивает у Войновича разрешения применить ещё одно своё нововведение — резерв. Войнович отказывается, однако заявляет, что верным решением будет обратиться к Потёмкину. Ушаков по совету Войновича заявляет Потёмкину, что придумал эту идею, якобы следуя его наставлениям. Потёмкин понимает, что идея принадлежит именно Ушакову, и спрашивает, зачем тот так поступил — ведь создателем этой идеи провозгласят Потёмкина, а не его. Ушаков отвечает, что ему нужна не слава, а возможность бить противника. После ухода Ушакова Потёмкин задумчиво констатирует: «Умница».
1790 год. В сражении при мысе Тендра Ушаков разбивает турецкий флот и захватывает корабль «Мелеки-Бахри». Находившиеся на турецких кораблях в качестве «наблюдателей» британские офицеры сообщают в адмиралтейство о тактике Ушакова. Молодые офицеры Эдвард Фут и Горацио Нельсон анализируют сражение при Тендре. Фут, как и большая часть британских офицеров, видят в нарушении Ушаковым правил лишь варварство и дикость, но Нельсон оказывается способным разглядеть в «варварстве этого русского» новаторские идеи военно-морской тактики. Правда, вмешавшийся в их спор адмирал напоминает Нельсону, на случай если тот когда-нибудь станет командовать эскадрой, о судьбе адмирала Джона Бинга, расстрелянного за нарушение уставов Адмиралтейства (и, стоит заметить, за поражение от французов при Минорке).
Турецкий султан и его приближённые обсуждают ситуацию на войне. Турецкий флот разбит, несмотря на клятвы советников и обещания британцев. Султан спрашивает своих советников, чего ждать дальше — не того ли, что «Ушак-паша» откроет с Босфора огонь по его дворцу. Но прибывший из Алжира адмирал Сеид-Али обнадёживает султана. Со Средиземного моря прибыли новые корабли — быстрее и мощнее русских. В бухте Калиакрии не видно воды от множества судов. Сеид-Али клянётся султану привезти Ушакова в клетке.
Несмотря на уверенность своих офицеров, Ушаков серьёзно готовится к предстоящему сражению.
1791 год. В сражении при Калиакрии, пройдя под огнём береговых батарей, эскадра в походном ордере трёх колонн обрушивается на турецкий флот. В ходе боя флагман Ушакова сближается с флагманом Сеида-Али. Ушаков замечает турецкого адмирала и, зная о клятве, кричит ему: «Эй, Сеид-али, бездельник! Я отучу тебя, сукин сын, давать обещания султану!» Бой продолжается до глубокой ночи и заканчивается разгромом турецкого флота. Вскоре заканчивается и сама война.
1792 год. После смерти Потёмкина Мордовцев снова становится главой Черноморского адмиралтейского правления. Граф исполнен решимости навести на флоте свои порядки: «У офицера есть голос. У боцмана дудка. А матрос — только предмет для исполнения команд». Ушаков же, не вступая в спор с графом, у него на глазах обнимает своего матроса Ховрина и удаляется заниматься мирным делом — достраивать Севастопольский порт. Население Севастополя приветствует его как героя.

## В ролях
- Иван Переверзев — Фёдор Фёдорович Ушаков
- Борис Ливанов — светлейший князь Г. А. Потёмкин
- Николай Свободин — Мордовцев (подразумевается Н. С. Мордвинов)
- Николай Чистяков — Марко Иванович Войнович
- Геннадий Юдин — Дмитрий Николаевич Сенявин
- Владимир Дружников — Владимир Васильевич Васильев
- Алексей Алексеев — Метакса
- Сергей Бондарчук — Тихон Прокофьев
- Михаил Пуговкин — матрос Пирожков
- Николай Хрящиков — Ховрин
- Георгий Юматов — Виктор Ермолаев
- Павел Волков — лекарь Ермолаев
- Ольга Жизнева — Екатерина II
- Виктор Файнлейб (в титрах В. Васильев) — султан Турции (Абдул-Хамид I / Селим III)
- Николай Волков — английский премьер Питт, Уильям Младший / Питт, Уильям Старший
- Иван Соловьёв — Горацио Нельсон
- Владимир Этуш — адмирал Сеид-Али (дебютная кинороль)
- Павел Шпрингфельд — Орфано
- Григорий Шпигель — Томас Грей
- Вахтанг Туманов — Фут
- Ян Янакиев - посол Сегюр
- Лев Фенин — Роберт Энсли[англ.], английский посол в Турции

## Съёмочная группа
- Режиссёр: Михаил Ромм
- Автор сценария: Александр Штейн, Анатолий Виноградов
- Композитор: Арам Хачатурян
- Текст песен: Алексей Сурков
- Операторы: Борис Арецкий,
 Борис Горбачёв,
 Иоланда Чен (Чен Ю-Лан),
 Александр Шеленков
- Художники: Арнольд Вайсфельд,
 Алексей Пархоменко,
 Леван Шенгелия
- Звукорежиссёр: Сергей Минервин
- Художник по костюмам: К. Ефимов
- Художник по гриму: А. Ермолов
- Второй режиссёр: В. Викторов
- Комбинированные съёмки:
  - операторы: Борис Арецкий,
 Борис Горбачёв
  - художник: М. Семёнов
  - эскизы кораблей: Д. Суллержицкий
- Консультации: Иван Исаков
- Директор фильма: П. Данильянц

## Награды
- Диплом лучшему иностранному фильму на кинофестивале в Виши (1954).

## Историчность
- Ушаков получает назначение на Черноморский флот (1783 год) сразу после отказа от должности капитана императорской яхты, тогда как после яхты в 1780—1782 гг. являлся командиром линейного корабля «Виктор», который участвовал в осуществлении политики «вооружённого нейтралитета» в составе эскадры на Средиземном море.
- Князь Потёмкин изображён лишённым левого глаза, тогда как на деле не видел у него правый. Повязку он не носил.
- Во время прогулки на императорской яхте в разговоре с Потемкиным Екатерина II упоминает графа Безбородку, хотя она пожалует тому графский титул только 12 (23) октября 1785 г.
- Один из главных персонажей — граф «Мордовцев», по фильму президент Черноморского адмиралтейского правления, не существовал (под ним, очевидно, подразумевается Н. С. Мордвинов, который к тому же не был таким низким карьеристом и притеснителем нижних чинов, каким Мордовцев изображён в фильме).
- В сцене с уличным торговцем газетой, оглашающим новость о появлении русского флота на Чёрном море, присутствует вывеска с надписью Times, хотя газета станет так называться только с 1 января 1788 г., а сцена происходит до объявления Турцией войны России — то есть в 1787 г.
- Турецкий султан один и тот же и в начале и в конце русско-турецкой войны 1787—1791 гг., тогда как до 1789 г. султаном был Абдул-Хамид I, а затем его племянник Селим III.
- Турецкий султан обвиняет советников в том, будто они клялись, что скорее небо упадёт на землю и воды Дуная потекут вспять, чем его флот будет разгромлен. В действительности эта фраза была ответом начальника крепости Измаил Айдослу Мехмед-паши на ультиматум Суворова перед штурмом.
- В закадровом комментарии говорится о победе Ушакова при Синопе, которую одержал, как известно, не он, а П. С. Нахимов. Возможно, подразумеваются действия Черноморского флота у побережья Турции в 1789—1790 гг., когда был нанесён удар по ряду турецких портов, в том числе и по Синопу, но параллель с победой Нахимова очевидна.
- После взятия Измаила именно сильный флот остался последней надеждой Османский империи, так что ссылки на «разбитый флот» довольно странны.
- Захваченный в сражении при Тендре турецкий линейный корабль «Мелеки-Бахри» изображён трёхдечным (т.e. несущим не менее 90 орудий), тогда как в действительности это был двухдечный 66-пушечный корабль. Кроме того, «Мелеки-Бахри» был захвачен линейным кораблём «Мария Магдалина», а не «Святым Павлом». В фильме говорится о нескольких кораблях, пленённых при Тендре, причём на экране показывают линейные корабли, а таковой был захвачен только один — «Мелеки-Бахри».
- В сражении при Фидониси корабль Войновича «Преображение Господне» выиграл бой с двумя кораблями турецких вице- и контр-адмиралов и потопил турецкую шебеку, тогда как в фильме всё сражение вёл один Ушаков с авангардом, а Войнович только молился.
- Марко Войнович показан человеком преклонного возраста, в действительности в описываемое время ему было около 40 лет, более того, он был на пять лет младше Ушакова. Н. К. Свободину, игравшему Мордовцева, было 55 лет, тогда как его прототипу Мордвинову даже в 1792 г., когда заканчивается действие фильма, — 38 лет.
- Войнович назван графом сразу после сражения при Фидониси, которым он стал несколько позже, хотя и в награду за этот бой. Тогда же и Суворов назван графом в 1788 г., хотя получил этот титул в 1789 г. за победу при Рымнике.
- Флагманским кораблём Ушакова в течение всего фильма является 66-пушечный «Святой Павел», тогда как уже в первом «самостоятельном» сражении в Керченском проливе его флагманом стал 84-пушечный «Рождество Христово».
- Сражение при Калиакрии показано как решительный разгром турецкого флота с уничтожением значительной его части, тогда как на деле турки не потеряли ни одного корабля и смогли уйти благодаря конструктивному превосходству своих судов. Однако турецкий флот оказался сильно дезорганизован — бо́льшая часть кораблей рассеялась по Румелийскому побережью, получив повреждения различной степени. Турецкий флагман начал тонуть, уже дойдя до Константинополя, что произвело тяжёлое впечатление на обитателей столицы Османской империи, тем более что случилось это напротив султанского дворца.